# Pfarrkirche Gottsdorf

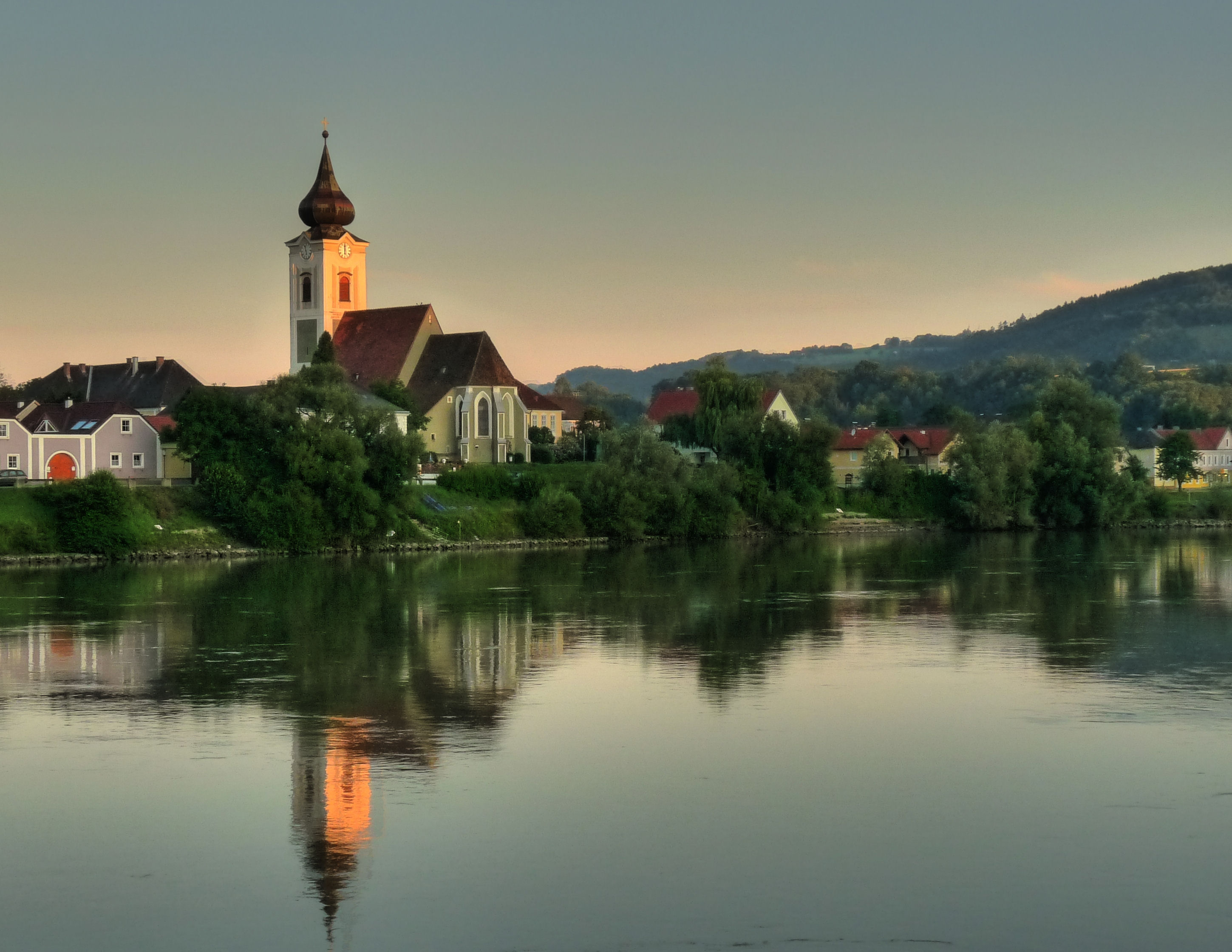
Katholische Pfarrkirche Hll. Peter und Paul in Gottsdorf an der Donau

Die Pfarrkirche Gottsdorf steht donauseitig unverbaut mittig im Ort Gottsdorf in der Marktgemeinde Persenbeug-Gottsdorf im Bezirk Melk in Niederösterreich. Die auf die Apostel Peter und Paul geweihte römisch-katholische Pfarrkirche gehört zum Dekanat Maria Taferl in der Diözese St. Pölten. Die Kirche steht unter Denkmalschutz (Listeneintrag).

## Geschichte
Eine Pfarre wurde für die erste Hälfte des 12. Jahrhunderts angenommen und urkundlich 1268 genannt. Die Kirche war bis 1783 kirchlicher Mittelpunkt des Gebietes Persenbeug.
Zur Kirche wurde Weihejahre 1448, 1466 und 1474 genannt. 1955/1956 wurde die Kirche innen restauriert.

## Architektur
Die Kirche steht donauseitig unverbaut in einem Bauensemble einer ehemaligen Friedhofsmauer, einem Gasthof, Pfarrhof und einer Volksschule. Die spätgotische im Kern frühgotische Staffelkirche hat einen mächtigen vorgestellten barockisierten Westturm.
Kirchenäußeres
Das ungegliederte Langhaus unter einem steilen Satteldach hat Fenster aus dem 17. Jahrhundert und Seitenportale mit Vorhallen aus dem 19. Jahrhundert. Der niedrigere Chor aus der Mitte des 14. Jahrhunderts hat Strebepfeiler und Spitzbogenfenster. Im südlichen Chorwinkel ist eine spätgotische Sakristei mit verstäbten Fenstergewänden aus dem Anfang des 16. Jahrhunderts angebaut. Der spätgotische Turm mit abgefasten Schlitzfenstern hat eine dreizonige Putzgliederung aus dem 18. Jahrhundert, er hat rundbogige Schallfenster mit segmentbogigen Verdachungen und Uhrengiebel und trägt einen Spitzzwiebelhelm.
Außen an der Langhaussüdwand befindet sich ein Epitaph 1386 mit Minuskelinschrift und Hochrelief Schmerzensmann zwischen Petrus und Paulus und darüber Christus am Ölberg mit Stifterfiguren. Außen im Osten des Chores befindet sich ein Grabstein zu Paul Johann Winkler 1724 mit Wappen und Reliefdekor.
Kircheninneres
Das dreischiffige dreijochige Langhaus wohl mit Mauern aus dem 13. Jahrhundert mit spitzbogigen Scheidbögen hat Netzrippengewölbe des überhöhten Mittelschiffes zwischen dem zweiten und dritten Joch von Wappenschilden anlaufend, an den westlichen Konsolen mit 1520, mit tartschenförmigen Schlusssteinen. Die Seitenschiffe sind kreuzgratgewölbt mit Schlusssteinen wie im Mittelschiff. Die tiefe Westempore in der Breite der drei Schiffe steht auf einer Rundbogenarkade und zwei Spitzbogenarkaden und ist kreuzrippenunterwölbt und hat eine Mittelschiffbrüstung mit Blendmaßwerk. Der spitzbogige Triumphbogen ist wenig eingezogen.
Der zweijochige Chor in der Breite des Mittelschiffes mit einem Fünfachtelschluss hat Kreuzrippengewölbe auf Konsolen und skulptiere Schlusssteine.

## Ausstattung
Der Hochaltar aus der zweiten Hälfte des 16. Jahrhunderts um 1710 aufgestellt ist ein Adikulaaufbau mit Doppelsäulen und verkröpftem Gebälk, gesprengtem Giebel und Auszug. Das Hochaltarblatt Abschied der Apostelfürsten Petrus und Paulus malte Paul Troger um 1741/1742.
Die Orgel entstand um 1820.